# Mitchy Slick

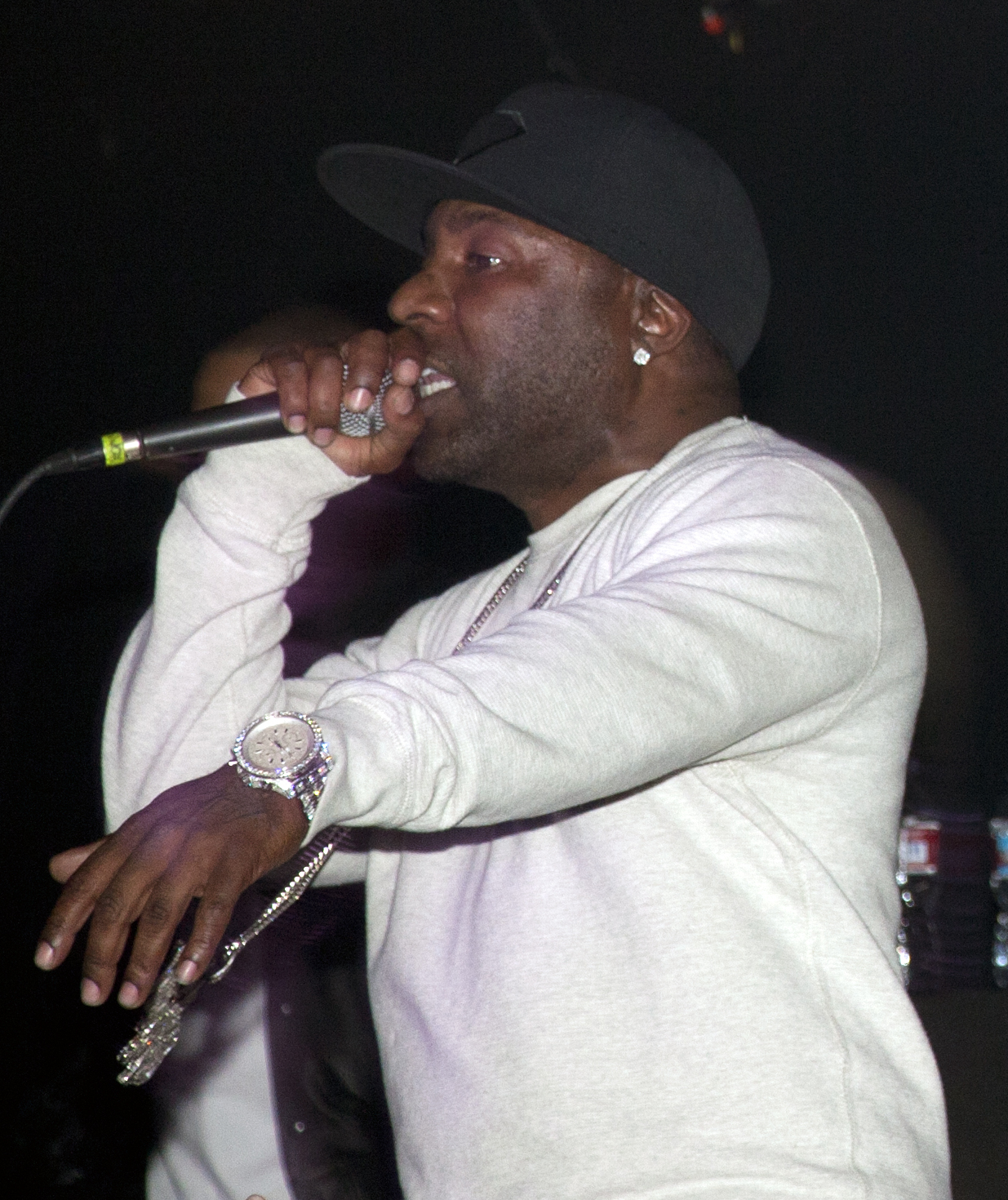
Mitchy Slick

Mitchy Slick (* in San Diego, Kalifornien; eigentlich Charles Mitchell) ist ein US-amerikanischer Rapper.
Mitchy Slick stammt aus einer Stadt, in der es so gut wie keine bekannten Rap-Künstler gibt. Daher fiel es ihm leicht, durch den Verkauf einiger Mixtapes auf sich aufmerksam zu machen und sich den Lokalpatriotismus zu Nutzen zu machen. Das verdiente Geld setzte er ein, um sein eigenes Label zu gründen, Wrongkind Records.
Unter diesem Label veröffentlichte er sein Debütalbum, das – fast ausschließlich durch Verkäufe in San Diego – auf Platz 13 der Top Independent Albums-Billboard-Charts einstieg.
Durch diesen Erfolg aufmerksam geworden, beschloss Xzibit, den Mitchy Slick bereits kennengelernt hatte, ihn in seine Gruppe Strong Arm Steady aufzunehmen.
Zeitgleich begann er nun Mixtapes alleine oder mit „Strong Arm Steady“ auf den Markt zu bringen und an seinem nächsten Solo-Album zu arbeiten. Da er jedoch dieses Mal ein größeres Publikum erreichen wollte, war er auf der Suche nach einem bekannteren Label. Nach mehreren Jahren fand er einen neuen Vertrag bei DJ Muggs’ (von Cypress Hill) Angeles Records. Dort veröffentlichte er am 12. September 2006 in den USA sein Album Urban Survival Syndrome.
2007 erschien das Kollaborations-Album Messy Slick mit Messy Marv.

## Diskografie

### Alben
- 2001: Trigeration Station
- 2006: Urban Survival Syndrome
- 2007: Messy Slick mit Messy Marv

### Singles
- 2006: I Know / Mitchy Slick
- 2006: Bass Chasers / Makin’ Your Money